# Йонкерсланд
Йонкерсланд (нід. Jonkersland, фриз. Jonkerslân) — село в нідерландській провінції Фрисландія. Входить до муніципалітету Опстерланд.
Його площа становить 4,65км², а населення станом на 2021 рік складало 295 осіб.
Перша згадка про населений пункт датується 1899 роком.